# Zonosaurus maramaintso
Zonosaurus maramaintso е вид влечуго от семейство Gerrhosauridae.

## Разпространение и местообитание
Видът е разпространен в Мадагаскар.
Обитава гористи местности и национални паркове.